# Michał Solanin
Michał Solanin (ur. 1977 w Sandomierzu) – pisarz, publicysta i dziennikarz. 

## Życiorys
Absolwent Wydziału Prawa i Administracji UMCS. Współpracował z tygodnikiem "Czas Powiśla", Tygodnikiem Nadwiślańskim, magazynem Tylko Rock, Radiem Opatów. W latach 2010–2013 redaktor naczelny wydawnictwa i agencji publicystycznej Tryton. Od 2015 związany z agencją multimedialną New Media Atelier jako fotograf i producent wideo. Jako jeden z niewielu pisarzy w Polsce łączy szeroko pojętą fantastykę z marynistyką.

## Książki
- Ostatni Nefilim (2009)
- Strażniczka Zastępu (2011)
- Szaman z Port Royal (2011)